# Велес-Рубіо
Велес-Рубіо (ісп. Vélez-Rubio) — муніципалітет в Іспанії, у складі автономної спільноти Андалусія, у провінції Альмерія. Населення — 7138 осіб (2010).
Муніципалітет розташований на відстані близько 340 км на південний схід від Мадрида, 95 км на північ від Альмерії.
На території муніципалітету розташовані такі населені пункти: (дані про населення за 2010 рік)
- Велес-Рубіо: 6211 осіб
- Лос-Гаскес: 73 особи
- Ла-Лосілья: 22 особи
- Ель-Кампільйо: 35 осіб
- Лос-Аламікос - Ла-Дееса: 47 осіб
- Ель-Хінте - Болаймі: 56 осіб
- Ла-Мата: 31 особа
- Лос-Аранегас: 12 осіб
- Лас-Касас: 36 осіб
- Лос-Гатос: 27 осіб
- Лос-Окендос: 9 осіб
- Лос-Рамалес: 39 осіб
- Ель-Ріо-Мула: 22 особи
- Лос-Асенсіос - Саладілья: 16 осіб
- Ель-Банкалехо: 19 осіб
- Лос-Кабрерас: 40 осіб
- Калабуче: 3 особи
- Гатерос: 34 особи
- Ла-Парра: 22 особи
- Лос-Торрентес: 11 осіб
- Кальдерон: 25 осіб
- Лос-Пардос: 22 особи
- Ла-Алькерія: 46 осіб
- Ла-Каналіка: 31 особа
- Ла-Карраска: 23 особи
- Ель-Чарче: 65 осіб
- Ель-Еспадін: 132 особи
- Тоноса: 29 осіб

## Демографія
Динаміка населення (INE ):

## Галерея зображень

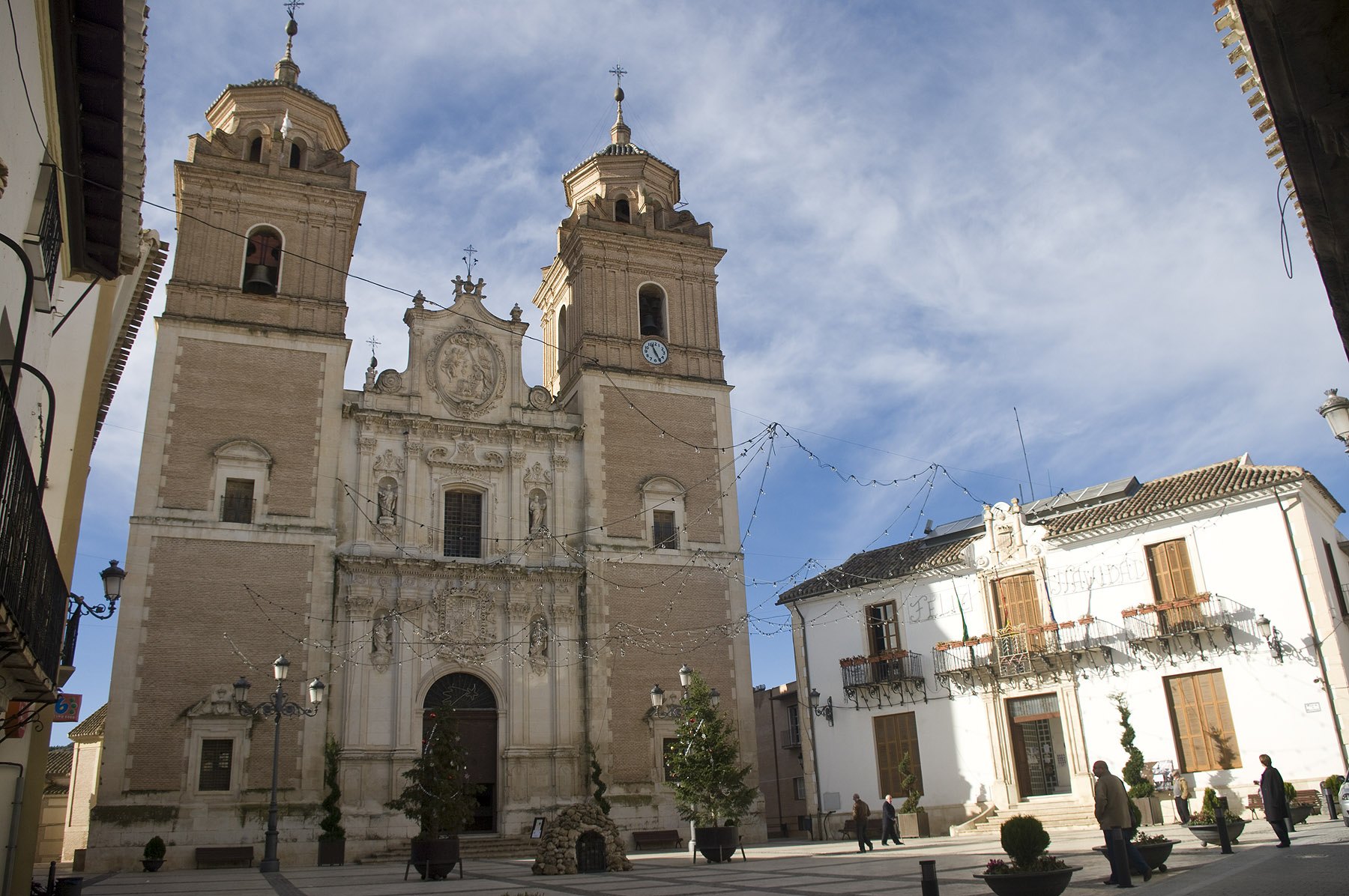
Церква Нуестра-Сеньйора-де-ла-Енкарнасьйон